# Nanningaverlaat
Nanningaverlaat is een Friese sluis in de Opsterlandse Compagnonsvaart. De sluis is gebouwd in 1816. De stenen sluis is van latere datum. Het verval is 1,61 meter. De sluis wordt nog volledig met de hand bediend.
De sluis ligt in Oosterwolde in de buurschap  Nanninga. De sluiskolk staat, als hij niet gebruikt wordt, vol. De sluis is voorzien van een fietsbruggetje, dat met de hand bediend wordt.
Vlak voor de sluis ligt de N381-brug genaamd Lochtenrek. De brug is vernoemd naar het aangrenzende archeologisch waardevolle gebied met een oude Tjonger-oversteek. 
Damsluis · 
Bovenstverlaat · 
Stokersverlaat · 
Fochteloërverlaat · 
Nanningaverlaat · 
Wijnjeterpverlaat · 
Hemrikerverlaat ·
Vosseburenverlaat · 
Gorredijk